# Luçon
Luçon (a veces adaptado al español como Luzón) es una población y comuna francesa, en la región de Países del Loira, departamento de Vandea, en el distrito de Fontenay-le-Comte y cantón de Luçon.
Richelieu fue nombrado obispo de esta diócesis en 1606.

## Monumentos
El principal monumento de la ciudad es la catedral de Nuestra Señora, obra en origen románica con importantes elementos góticos y posteriores (la elevada aguja que corona su torre es neogótica). En su interior, destaca el gran órgano, obra de Aristide Cavaillé-Coll.

## Demografía
| 7599 | 8243 | 9002 | 9066 | 9099 | 9311 |
| Para los censos de 1962 a 1999 la población legal corresponde a la población sin duplicidades (Fuente: INSEE [Consultar]) |      |      |      |      |      |